# 우라드콩
우라드콩(힌디어: उड़द 우라드, 학명: Vigna mungo 비그나 뭉고[*])은 콩과의 한해살이풀이다.

## 사진 갤러리

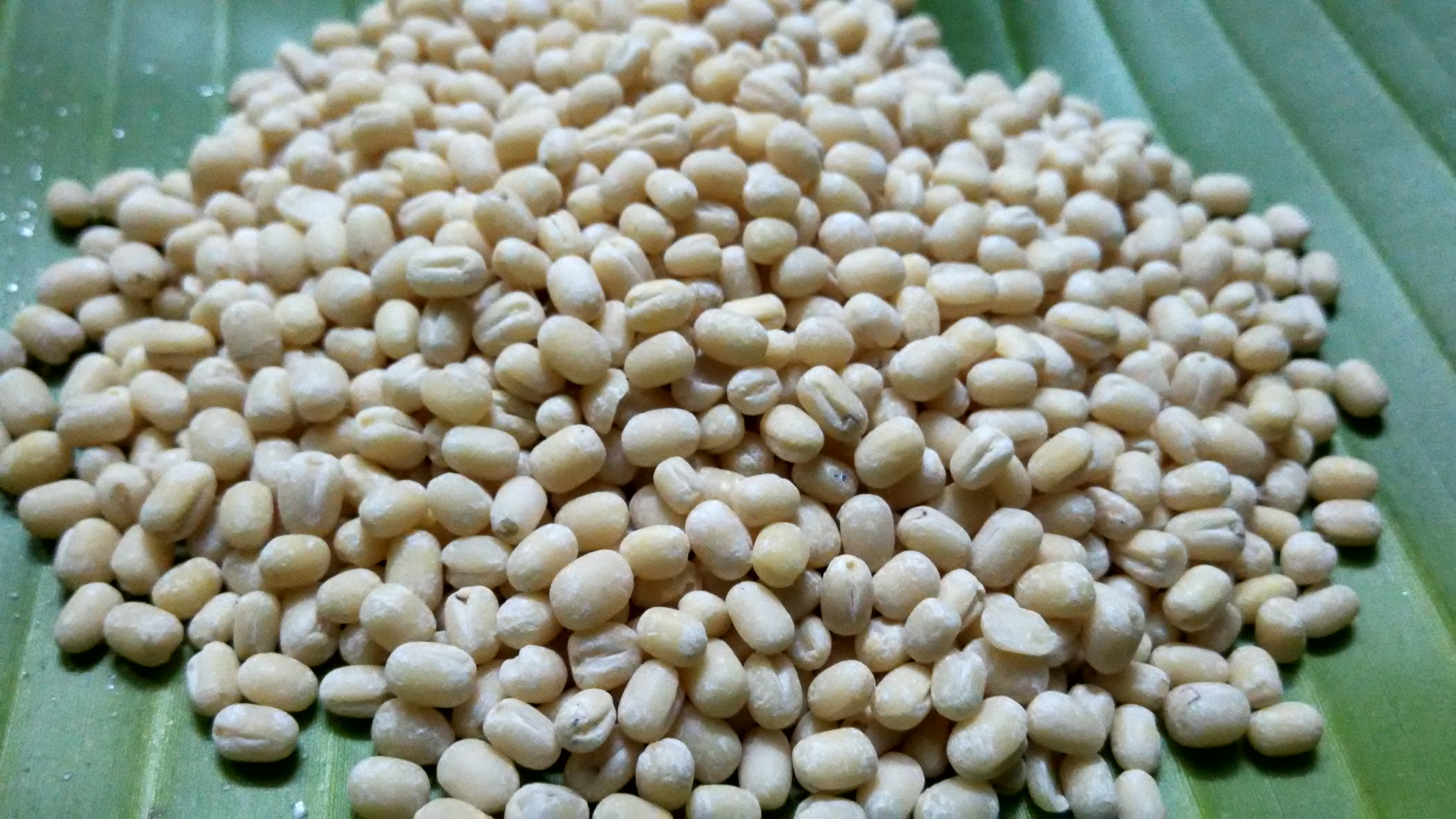
거피 우라드콩

## 특징
우르드는 검은빛으로 광택이 나며 타원형에 녹두만한 크기를 지닌다. 약간의 흙냄새가 나고 대부분 껍질을 벗기지 않은 상태로 유통된다.

## 분포
미얀마, 방글라데시, 인도, 파키스탄이 원산지이다.

## 요리
간단히 쪄서 간식처럼 먹기도 하고, 가루로 내어 반죽한 뒤 도넛 모양으로 튀겨낸 인도의 메두 바다(Medu vada)로도 만들어 먹는다. 또한 우르드를 향신료와 함께 끓이면 인도의 스튜인 우르드 달(Urd dal)로 조리할 수 있다. 이 우르드 달은 또 다시 인도식 떡인 이들리(Idili)나 인도식 팬케이크인 도사(Dosa)를 반죽하는 데 쓰인다.

## 효과
양질의 단백질이 풍부하고 지방이 적어 체중조절에 도움이 된다. 섬유질이 풍부에 변비 예방에 좋다. 비타민 B2로도 알려진 리보플라빈(riboflavin)이 함유되어 있어 피부에 유해한 과산화지질을 분해해 피부 개선, 노화 방지 등에 효과를 가져다준다.

## 같이 보기
- 검은팥